# Ascolepis dipsacoides
Ascolepis dipsacoides är en halvgräsart som först beskrevs av Heinrich Christian Friedrich Schumacher, och fick sitt nu gällande namn av Jean Raynal. Ascolepis dipsacoides ingår i släktet Ascolepis och familjen halvgräs.

## Underarter
Arten delas in i följande underarter:
- A. d. dipsacoides
- A. d. siamensis